# 1984 في المغرب
الأحداث في العام 1984 في المغرب.

## الحكم
- الملك: الحسن الثاني
- رئيس الحكومة: محمد كريم العمراني
- وزير الداخلية: إدريس البصري

## الأحداث
- 1984: إنسحب المغرب من منظمة «الوحدة الأفريقية» التي أصبحت فيما بعد الاتحاد الأفريقي. الانسحاب جاء احتجاجا على عضوية «الجمهورية الصحراوية» التي تتنازع مع المغرب على الصحراء الغربية

- 19 يناير: بدأت انتفاضة 1984 بالمغرب المعروفة أيضا بانتفاضة الخبز أو انتفاضة الجوع أو انتفاضة التلاميذ، هي مجموعة من الحركات الاحتجاجية اندلعت في 19 يناير 1984 في مجموعة من المدن المغربية، وبلغت ذروتها في مدن الحسيمة والناظور وتطوان والقصر الكبير ومراكش. (تقدر عدد القتلى على المستوى الوطني في 400 قتيل) [1]
- في 22 يناير 1984: ألقى الحسن الثاني خطابا، طبع الذاكرة السياسية المغربية للغته الحادة واستعماله اللهجة الدارجة. من أبرز مضامينه: الحمولة القدحية تجاه سكان شمال المغرب: عند وصفه لسكان الحسيمة والناظور وتطوان والقصر الكبير بالأوباش.
- مارس: حادثة الإشعاع في المغرب 1984 حيث توفي ثمانية أشخاص من النزيف الرئوي الناجم عن التعرض المفرط للإشعاع من الايريديوم
- مارس - أكتوبر: بدأ المغرب العمل بالتوقيت الصيفي لأول مرة، ودامت التجربة من منتصف شهر مارس إلى الأول من أكتوبر.
- 13 أغسطس: اتفاقية وجدة بين المغرب وليبيا بهدف إنشاء وحدة المغرب العربي.
- 14 سبتمبر – 2 أكتوبر: الانتخابات التشريعية.
- 13 أكتوبر: معركة أزمول النيران خلال حرب الصحراء الغربية.

## الرياضة
- فاز نادي الجيش الملكي بــ الدوري المغربي لكرة القدم 1983–84.
- فاز نادي الجيش الملكي بــ كأس العرش سنة 1984.

- احراز المغرب ميداليتين ذهبيتين في الألعاب الأولمبية الصيفية 1984 عبر العداءة نوال المتوكل في سباق 400 متر حواجز. وسعيد عويطة في سباق 5000 م الذي حطم فيه الرقم القياسي الأولمبي.
- 1984: بدأ المدرب المهدي فاريا (برازيلي) بتدريب منتخب المغرب لكرة القدم.

## كتب
- كتاب:

## أفلام
- نهيق الروح (فيلم) - من إخراج نبيل لحلو.
- أفغانستان لماذا (فيلم) - من إخراج عبد الله المصباحي.

## مواليد
- مروان الشماخ، (لاعب كرة قدم مغربي).
- بدر هاري، (لاعب كي-وان مغربي هولندي).
- مبارك بوصوفة، (لاعب كرة قدم مغربي هولندي).
- فرنش مونتانا، (وإسمهُ الحقيقي كريم خربوش (، هو مغني راب ومنتج ورجل أعمال أمريكي من اصل مغربي).
- يونس إدريسي(Younes Idrissi) (لاعب كرة سلة مغربي).
- أسماء بوجيبار، (عالمة. أول امرأة إفريقية تنضم لوكالة الفضاء الأمريكية «ناسا»).
- عزيز جنيد، (لاعب كرة قدم مغربي).
- أمينة العلام(Amina Allam) (عارضة أزياء مغربية).
- عادل كروشي، (لاعب كرة قدم مغربي).
- نور عبد المالكي، (لاعب كُرة قدم مغربي).
- عصام جعفري، (طباخ، فائز أفضل شيف في العالم العربي).
- جواد أقدار، (لاعب كُرة قدم مغربي).
- جمال أيت بن إيدر، (لاعب كُرة قدم مغربي).
- سكينة حبيب الله، (شاعرة مغربية - جائزة بلند الحيدري).
- هند العروسي، (مغنية هولندية مغربية).
- نسيمة الراوي، (شاعرة مغربية - جائزة بلند الحيدري).
- محمد عناز، (شاعر باحث من المغرب).
- توفيق باميدا، (روائي وقاصّ مغربي).

## وفيات
- سميرة مليان، مطربة مغربية.